# 戈達爾明
戈達爾明（英語：Godalming）是英格蘭薩里郡的一個城市和民政教區，也是倫敦的衛星城之一。戈達爾明有人口21,804人。

## 友好城市
- 法國 茹瓦尼